# Stylaster miniatus
Stylaster miniatus är en nässeldjursart som först beskrevs av Pourtalès 1868.  Stylaster miniatus ingår i släktet Stylaster och familjen Stylasteridae. Inga underarter finns listade i Catalogue of Life.